# Institut de la Benaventurada Verge Maria
L'Institut de la Benaventurada Verge Maria, en llatí Institutum Beatae Mariae Virginis, és un institut religiós femení, concretament una congregació religiosa dedicat a l'ensenyament i fundat en 1609 per Mary Ward. La congregació, encara que fou suprimida com a tal en 1631, continuà la seva tasca educativa i fou finalment autoritzada; avui està dividida en dues branques autònomes: la romana, anomenada des del 2003 Congregació de Jesús (Congregatio Jesu), i la irlandesa, anomenada de les Germanes de Loreto.
Les germanes, anomenades Dames Irlandeses, Dames Angleses o Dames Alemanyes, posposen al seu nom les sigles I.B.M.V. o C.J., segons la branca a la qual pertanyen.

## Història
La congregació fou fundada per Mary Ward (1585-1645), anglesa catòlica, en 1609 a Saint-Omer (Pas de Calais, França). L'objectiu era l'ensenyament i educació cristiana de les noies angleses de famílies nobles, a més d'ensenyar, en una escola annexa, a les noies del poble. Per això fou anomenada Escola de les Dames Angleses.
La fundadora volia que l'institut seguís les constitucions de la Companyia de Jesús, d'espiritualitat ignasiana. Haurien de tenir un govern centralitzat, amb una superiora general, i dependent directament de la Santa Seu, sense jurisdicció dels bisbes locals. Per això foren anomenades jesuitesses en alguns llocs.

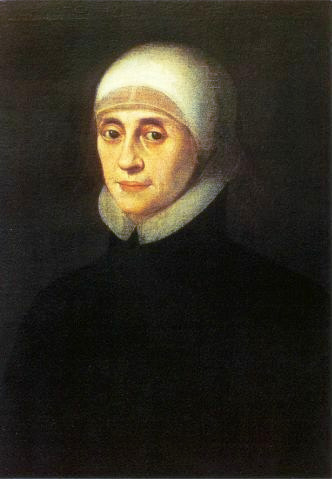
Mary Ward, la fundadora, ca. 1600.

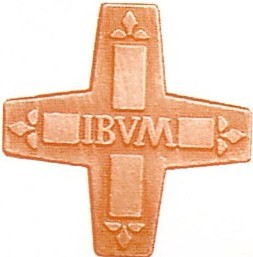
Creu de l'Institut, emblema de la congregació, avui substituït a la branca romana per un de similar amb les sigles CJ.

La congregació era, en molts llocs, una novetat i aviat s'obriren escoles a altres llocs de Flandes (Lieja), Alemanya (Colònia i Trèveris), Àustria i Itàlia (Roma, 1622; Nàpols, 1623 i Perusa, 1623). La Santa Seu no aprovava el fet que les germanes no estiguessin sotmeses a la clausura que seguien totes les altres religioses des del decret de Pius V que l'imposava. El treball actiu de les dones era massa innovador en aquell moment i es considerava perillós. Tampoc no veien bé la direcció central de les cases per una superiora general, la dependència directa del papa (no del bisbe local) i una forma de vida basada en la regla dels jesuïtes, o que no portessin hàbit. Així i tot, en 1615, els teòlegs Francisco Suárez i Leonardus Lessius foren consultats sobre la qüestió i lloaren la manera de viure de les Dames Irlandeses, tot i que recomanaven la subjecció al bisbe i l'autorització pontifícia. Així, el papa Pau V concedí a la congregació el decretum laudis en 1616, però els seus successors van deturar el procés d'aprovació.
En 1626 va a Múnic i el príncep elector Maximilià I l'ofereix d'obrir-hi una escola; Ward inaugura la Paradeiserhaus, important centre de la congregació. Obrí després escoles a Viena (que aviat arribà a tenir 450 alumnes) i Bratislava. A Praga, en 1628, va rebre el suport de la noblesa, que finançaren un col·legi amb 30 monges, però trobà l'oposició dels contraris als jesuïtes.
El juliol de 1628, la Congregació de Propaganda Fide decreta la suspensió de la congregació, per no acceptar la clausura; Mary Ward fou acusada d'heretgia i rebel·lió i el 16 de gener de 1631, Urbà VIII, amb la butlla Pastoralis Romani Pontificis, decretà la supressió de la congregació. Es deixava que les germanes continuessin vivint en comunitat, encara que de manera privada, i dedicar-se a l'ensenyament, però sense constituir cap congregació religiosa. Maximilià I, príncep elector de Múnic va permetre que la tasca educativa de les germanes continués a Baviera, ja que la butlla de supressió no feia esment de l'ensenyament.

### Branca romana: Congregació de Jesús
En 1650 un grup de germanes angleses s'estableix a París; igualment, es mantingueren actives les comunitats de Roma i la Paradiserhaus de Múnic. Totes elles rebien algun tipus de suport de les autoritats civils, per la seva tasca educativa, però no de les eclesiàstiques. En 1680, els bisbes d'Augsburg i Freising (de qui depenia la casa de Múnic) van prendre sota la seva protecció les comunitats d'Augsburg i Múnic i presentaren al Vaticà, en 1694, una sol·licitud d'aprovació, que fou denegada.
Sense obtenir el reconeixement pontifici, cap al 1700 Anna Barbara Babthorpe, superiora general des de 1698, decidí de traslladar la casa general de Roma a Múnic. Amb el suport dels prínceps de Baviera, el papa Climent XI concedí el breu Inscrutabili divinae Provinentiae (13 de juny de 1703), que aprovava la regla de les Dames Angleses, encara que no aprovava la congregació. La regla estava composta per 81 normes preses de le constitucions jesuïtes.
L'expansió de la congregació, però, continua i s'obren cases en altres llocs, com York, Mindelheim (1701) o Sankt Polten (1706).
El 1745 el bisbe d'Augsburg Joseph Ignaz Philip de Hesse-Darmstadt prohibí a les religioses de les dues cases de l'institut, d'Augsburg i Mindelheim, que reconeguessin l'autoritat de la superiora general de Múnic (i, per tant, en una diòcesi diferent), i els prohibí que veneressin la memòria de la fundadora. Aquest conflicte de jurisdiccions induí Benet XIV a proclamar un breu, Quamvis iustus (30 d'abril de 1749), que aprovava formalment el càrrec de superiora general i la tasca de l'institut, però prohibia a les Dames Irlandeses que reconeguessin Mary Ward com a fundadora. És llavors quan comença a ésser anomenat Institut de la Benaventurada Verge Maria.
L'expansió continua i arriba a Romania i l'Índia. La segona meitat del segle xix es revaloritza la figura de Mary Ward, que acaba essent rehabilitada. En 2003, per subratllar la inspiració ignasiana de l'institut, adoptà el nom de Congregatio Jesu o Congregació de Jesús.

### Branques irlandesa i americana: Germanes de Loreto
En 1814 la irlandesa Frances Teresa Ball (1794-1861), convidada pel bisbe de Dublín Daniel Murray, que volia que les Dames Angleses s'establissin a Irlanda, ingressà com a religiosa al convent de la congregació de Mary Ward de York. S'hi va formar i, amb dues novícies, tornà a Dublín: el dia 22 de novembre de 1821, amb l'aprovació episcopal, va donar origen a una branca autònoma de la congregació, coneguda després com a Dames Irlandeses o Germanes de Loreto (Loreto Sisters).
El maig de 1822, Ball obrí la primera escola de l'institut a Rathfarnham, suburbi de la capital, donant-li el nom de Loreto House (d'on prové el nom pel que són conegudes les germanes). Aquesta branca obtingué el decret de lloança pontifici el 30 de juny de 1836, i fou aprovat definitivament per la Santa Seu el 15 de febrer de 1877. En 1842 obriren una escola a Calcuta, on fou germana la mare Teresa de Calcuta abans de fundar la seva congregació.
En 1847, cridada per l'arquebisbe de Toronto, Michael Power, que volia monges irlandeses per ajudar els immigrants, Teresa Dease (1820-1889), germana del convent de Rathfarnham, fundà la primera casa al Canadà, que donà origen a una nova congregació autònoma, aprovada el 15 de juny de 1903.
Les dues branques, irlandesa i americana, s'unificaren en 2003, formant-ne una congregació autònoma. La branca de Loreto continua mantenint com a nom oficial el d'Institut de la Benaventurada Verge Maria.

## Activitat i difusió
Les Dames Irlandeses, en les seves dues branques, es dediquen a l'apostolat e l'educació cristiana, en escoles, residències, direcció de grups de joves, orfenats i altres obres similars. En terres de missió també fan assistència en hospital i parròquies.
En 2009, les germanes de la Congregatio Jesu (branca romana) eren 1.940 en 254 establiments. Són presents a: Europa (Àustria, Txèquia, Alemanya, Itàlia, Moldàvia, Regne Unit, Romania, Rússia, Eslovàquia, Espanya, Ucraïna, Hongria), Àsia (Corea del Sud, Índia, Mongòlia, Nepal), Amèrica (Argentina, Brasil, Xile, Cuba), i a Zimbabwe i Jerusalem. La seu general és a Roma.
Les Germanes de Loreto, en la mateixa data, tenien 931 germanes en 151 cases. Són establertes a: Europa (Albània, Gibraltar, Itàlia, Irlanda, Regne Unit, Espanya), Àfrica (Ghana, Kenya, Marroc, Illes Maurici, Seychelles, Sudan, Sud-àfrica, Tanzània, Zàmbia), Àsia (Bangladesh, Índia, Nepal, Timor Oriental), Amèrica (Canadà, Equador, Perú, Estats Units) i Austràlia.

### La congregació a Espanya
Les primeres germanes a Espanya foren de la branca irlandesa, provinents de la casa de Gibraltar. En 1845 s'establiren a Cadis, amb Concepción López. D'allí passaren a Castilleja de la Cuesta (Sevilla) i la ciutat de Sevilla, on obriren el primer col·legi mixt de la ciutat. Zalla (Biscaia, 1904-1994), Madrid i Lejona foren les següents fundacions. Aquestes, al seu torn, obriren cases al Marroc (Asilah, 1997) i l'Equador (Guayaquil, 2004).
La branca romano-alemanya, per la seva banda, obrí en 1939 una escola a Barcelona anomenada Escuela Bienaventurada Virgen María, actualment Escola Mary Ward. La congregació avui té cinc cases a Barcelona, Salamanca i Sant Sebastià.